# Glypta pecki
Glypta pecki là một loài tò vò trong họ Ichneumonidae.